# Estolomimus maculatus
Estolomimus maculatus là một loài bọ cánh cứng trong họ Cerambycidae.